# Rugby Reggio 2015-2016

## Verdetti
- Reggio Emilia campione d'Italia serie A 2015-16.
- Reggio Emilia promosso in Eccellenza.